# Italie au Concours Eurovision de la chanson 1959
L'Italie a participé au Concours Eurovision de la chanson 1959, alors appelé le « Grand prix Eurovision de la chanson européenne 1959 », à Cannes, en France. C'est la 4e participation italienne au Concours Eurovision de la chanson.
Le pays est représenté par Domenico Modugno et la chanson Piove (Ciao, ciao bambina), sélectionnés par la Radio-télévision italienne au moyen du Festival de Sanremo.

## Sélection

### Festival de Sanremo 1959
Le radiodiffuseur italien, la Radiotelevisione Italiana (RAI), sélectionne l'artiste et la chanson représentant l'Italie au Concours Eurovision de la chanson 1959 au moyen du Festival de Sanremo.
Le festival, présenté par Enzo Tortora (it) et Adriana Serra, a eu lieu le 31 janvier 1959 au Casino de Sanremo, dans la ville de Sanremo. Parmi les participants du festival de Sanremo de 1959, certains ont déjà concouru ou concourront à une édition de l'Eurovision : Tonina Torrielli en 1956 ; Domenico Modugno en 1958, 1959 et 1966 ; Betty Curtis en 1961 ; Claudio Villa en 1962 et 1967.
Lors de cette sélection, c'est Domenico Modugno et la chanson Piove (Ciao, ciao bambina), composée par Domenico Modugno lui-même sur des paroles de Dino Verde (it), qui furent choisis.

#### Finale
| Ordre | 1er interprète                 | 2e interprète                 | Chanson                    | Traduction                  | Place |
| ----- | ------------------------------ | ----------------------------- | -------------------------- | --------------------------- | ----- |
| 1     | Domenico Modugno               | Johnny Dorelli                | Piove (Ciao, ciao bambina) | Il pleut (Au revoir chérie) | 1     |
| 2     | Gino Latilla                   | Arturo Testa (it)             | Io sono il vento           | Je suis le vent             | 2     |
| 3     | Teddy Reno                     | Achille Togliani              | Conoscerti                 | Te connaître                | 3     |
| 4     | Natalino Otto                  | Aurelio Fierro                | Avevamo la stessa età      | Nous avons le même âge      | -     |
| 5     | Aurelio Fierro                 | Teddy Reno                    | Lì per lì                  | Là par là                   | -     |
| 6     | Betty Curtis                   | Wilma De Angelis              | Nessuno                    | Personne                    | -     |
| 7     | Fausto Cigliano                | Nilla Pizzi                   | Sempre con te              | Toujours avec toi           | -     |
| 8     | Jula De Palma                  | Tonina Torrielli              | Tua                        | Tienne                      | -     |
| 9     | Claudio Villa                  | Betty Curtis                  | Un bacio sulla bocca       | Un baiser sur la bouche     | -     |
| 10    | Johnny Dorelli et Betty Curtis | Gino Latilla et Claudio Villa | Una marcia in fa           | Une marche en fa            | -     |

## À l'Eurovision
Chaque pays avait un jury de dix personnes. Chaque membre du jury pouvait donner un point à sa chanson préférée.

### Points attribués par l'Italie
| 7 points | Pays-Bas                  |
| 1 point  | Allemagne Danemark France |

### Points attribués à l'Italie
| 10 points | 9 points | 8 points          | 7 points | 6 points                    |
| --------- | -------- | ----------------- | -------- | --------------------------- |
|           |          |                   |          |                             |
| 5 points  | 4 points | 3 points          | 2 points | 1 point                     |
|           |          | - France - Suisse |          | - Belgique - Monaco - Suède |

Domenico Modugno interprète Piove (Ciao, ciao bambina) en 3e position, après le Danemark et avant Monaco. Au terme du vote final, l'Italie termine 6e, à égalité avec la Belgique, sur 11 pays avec 9 points.